# Mozdok
Mozdok város és járási székhely Oroszországban, Észak-Oszétia területén, a Tyerek folyó bal partján. 
A 2010. évi népszámláláskor 38 768 lakosa volt.

## Története
A várost 1763-ban alapították mint egy orosz erődöt a négy évvel korábban alapított kabard faluban, a volgai kozákok családjait köré telepítve. Hamarosan kiemelkedő orosz katonai előposztként jelent meg, amely Kizlyarhoz kapcsolódik, megerősített vonallal, mint a helyi kereskedelem, az etnikai sokféleség és az orosz-kaukázusi csomópont központja. 1789-ben lakosságának 55,6%-a örmény és grúz volt. Az oszétiai település különösen az 1820-as években növekedett, amikor Jermolov orosz parancsnok elkezdte eltávolítani a kabardokat a grúz katonai út környékéről, és oszétokat telepített oda.
Mozdoktól délre haladva Oroszország kapcsolatot létesített Kelet-Grúziával a Darjal-szoroson keresztül. Mozdok maradt a fő hely a Tbiliszihez vezető grúz katonai út északi végállomásáig, amíg Vlagyikavkaz nem lépett a helyére, amelyet Mozdok és a Darjal-hágó között alapítottak 1784-ben.

## Nevezetességek
- Kultúrpalota
- Helytörténeti múzeum
- Szent Miklós-templom (egykor az örmény közösségé volt)
- Kazanyi Miasszonyunk-kápolna

## Itt születtek, itt éltek
- Anatolij Baranov szovjet író
- Alex Jagubov építész